# Telestes croaticus
Telestes croaticus – gatunek ryby z rodziny karpiowatych (Cyprinidae), zagrożony wyginięciem.

## Występowanie
Spotykany na kilku zaledwie stanowiskach w Chorwacji.